# Петричанка
Петричанка (укр. Петричанка) — село в Сучевенской сельской общине Черновицкого района Черновицкой области Украины.
До 2020 года входило в Глыбокский район
Население по переписи 2001 года составляло 641 человек. Почтовый индекс — 60423. Телефонный код — 3734. Код КОАТУУ — 7321088502.